# Cromatografia elettrocinetica micellare
La Cromatografia Elettrocinetica Micellare (MECC o MEKC) è una tecnica elettrocromatografica, generalmente su capillare, utilizzata per la separazione di molecole neutre. Infatti, con le normali tecniche elettroforetiche tali specie possono essere separate dalle molecole cariche in virtù del flusso elettro-osmotico (le molecole neutre migreranno con velocità intermedia tra le specie cationiche, più veloci, e le specie anioniche, meno veloci), ma non si può ottenere separazione tra le varie molecole neutre, poiché queste viaggiano tutte in un'unica banda.
La tecnica sfrutta la capacità delle sostanze tensioattive di influenzare il flusso elettro-osmotico e di generare micelle in cui andranno a ripartirsi molecole neutre. Tensioattivi, in genere SDS, vengono aggiunti all'interno del capillare in lieve eccesso e quindi in concentrazione tale da invertire il flusso elettro-osmotico e formare le micelle. Le molecole neutre andranno ad interagire con la porzione idrofobica di queste e si separeranno in base al loro coefficiente di ripartizione.